# Обама победил!
«Обама победил!» (англ. Obama Wins!) — четырнадцатый эпизод шестнадцатого сезона американского мультсериала «Южный Парк». Премьера эпизода состоялась 7 ноября 2012 года. Эпизод основан на секрете, который скрывает Эрик Картман, который может изменить исход президентских выборов 2012 года в США, а также ссылается на продажу Lucasfilm The Walt Disney Company и повествовательную работу Моргана Фримана, пародированная версия которого появляется в эпизоде.

## Сюжет
Во время президентских выборов 2012 года в США четвероклассник Эрик Картман маскируется под потерянного ребёнка, чтобы обмануть пожилых работников избирательных участков и украсть бюллетени в колеблющихся штатах: Колорадо, Северной Каролине, Флориде, Огайо и Неваде. На следующий день после выборов, на которых Барак Обама был переизбран на второй срок, Картман показывает украденные бюллетени Кайлу Брофловски. Кайл возмущён и сообщает о краже в полицию, но к тому моменту, когда полиция начала обыскивать его спальню, бюллетени уже были спрятаны в автосалоне за городом в Хаммере Стивенсона. Оказывается, что Картман был нанят генералом Пун Ли Цао от имени китайского правительства, которое заключило сделку с Обамой для его переизбрания. Когда один из помощников Обамы указывает на опасность того, что Цао обратится к прессе, Обама отвергает эту возможность, говоря, что все знают «цыплёнка» генерала Цао, отсылая к блюду «Цыплёнок генерала Цо», которое упоминается на протяжении всего эпизода.
Цао, Картман и Обама встречаются в ресторане Red Lobster, где им противостоят Кайл, Стэн Марш, Кенни Маккормик и их друзья. Они узнают из объяснений Моргана Фримена, что китайцы хотят, чтобы Обама в обмен на своё переизбрание передал им права на франшизу «Звёздных войн», чтобы китайцы могли создавать будущие продолжения. Фримен далее объясняет, что Картман не раскроет местонахождение бюллетеней до выполнения его новых требований. Когда Стэн спрашивает Фримена, почему он всегда появляется, чтобы объяснить что-то запутанное, Фримен отвечает, что каждый раз, когда он это делает, у него появляется новая веснушка. Картман требует от китайцев, чтобы ему разрешили сыграть сына Люка Скайуокера в будущих продолжениях «Звёздных войн». Однако, когда Цао сердито отказывается на основании того, что это не было частью их первоначальной сделки, Картман сбегает со встречи.
Пока Кайл, Стэн, Кенни и другие мальчики обыскивают дом Картмана в поисках пропавших бюллетеней, Микки Маус прибывает в Южный Парк в космическом корабле Боба Фетта, узнав о сделке с китайцами. Он похищает Картмана, который понимает, что Микки волнуют результаты выборов из-за того, что Митт Ромни занял бы более жёсткую позицию по отношению к китайцам и сохранил бы «Звёздные войны» во владении Disney. В обмен на раскрытие результатов голосования Микки соглашается на требования Картмана, которые, помимо роли сына Люка Скайуокера, теперь включают в себя Таунтауна, бластер из «Звёздных войн» и создание персонажа для фильмов по имени Чубакка. К тому времени, когда полиция, Цао, Кайл, Стэн и Картман встречаются у хаммера Стивенсона, снова появляется Морган Фриман, который объясняет, что китайцы хотят защитить франшизу «Звёздные войны» от Disney, которая, как они думают, может оказаться неподходящей студией для этой франшизы. Набирая всё больше веснушек, Фримен спрашивает, что важнее: правильный президент или защита франшизы. Полиция решает не раскрывать находку бюллетеней, и Картман в ужасе наблюдает, как Стэн сжигает их, тем самым уничтожая шансы Картмана стать частью франшизы. Все присутствующие начинают скандировать, в то время как в небе появляется изображение Обамы из дыма.

## Отзывы
Макс Николсон из IGN положительно отозвался об эпизоде, объяснив его успех сочетанием двух беспроигрышных тем: президентские выборы в США и покупка Lucasfilm компанией Disney. «Несомненно, „Южный Парк“ с политикой всегда было замечательным соединением, и „Обама победил!“ не является исключением», пишет критик, признавая этот эпизод как «вполне возможно, лучший эпизод года».
Маркус Гилмер из AV Club дал эпизоду высшую оценку, по его мнению, «Обама победил!»: «воодушевляющий… восхитительный и бесшабашный эпизод», который превзошёл по качеству «Поднимая планку», «Кошмар на Фейстайме» и «Браслет для аплодисментов». Гилмер, в частности, выделил сделку Обамы с китайцами как великолепную пародию на политические триллеры и похвалил «блестящую сатиру» на реальную паранойю американских политологов и избирателей, которую он охарактеризовал как «воодушевляющие высоты безумия».
Роберт Лойд из Los Angeles Times написал, что это был прекрасный эпизод «Южного Парка». В частности, Роберт заявил: «Когда речь заходит о реальной человеческой глупости, „Южный Парк“ всё ещё может оставаться на кону».